# Eberhard von Kurowski
Eberhard von Kurowski (ur. 10 września 1895 w Szczecinie, zm. 11 września 1957 w Stanzach) – niemiecki generał, uczestnik I i II wojny światowej, w tym ataku na Związek Radziecki.
W armii niemieckiej służył od 1914 roku, biorąc udział w dwóch wojnach światowych, prowadzonych przez Cesarstwo Niemieckie i III Rzeszę. W latach 1940–1942 był szefem sztabu XXXX Korpusu Armijnego.
W czasie walk na terytorium ZSRR pełnił funkcję szefa sztabu XXXX KA a następnie dowodził 110 Dywizją Piechoty z XXXIX Korpusu Pancernego.
Dowodzona przez niego 110 DP została rozbita przez Armię Czerwoną w 1944 roku pod Bobrujskiem w czasie operacji Bagration. Kurowski oddał się do niewoli, z której został zwolniony w 1955 roku.

## Ordery i odznaczenia
- Krzyż Rycerski Krzyża Żelaznego